# Fakri Rodríguez Pinelo
Fakri Rodríguez Pinelo is een Cubaans diplomaat. Hij was tot en met 2023 consul-generaal in Bolivia en is sinds 2024 ambassadeur in Suriname.

## Biografie
Rodríguez Pinelo studeerde in 2007 af aan de Universiteit van Havana. Hij werkte onder meer in 2014 als plaatsvervangend ambassadeur in Windhoek, de hoofdstad van Namibië. Tot en met 2023 was hij consul-generaal in Santa Cruz in Bolivia.
In september 2023 werd hij door zijn land aangewezen als ambassadeur in Suriname. Ondertussen spraken president Miguel Díaz-Canel en de Surinaamse president Chan Santokhi tijdens de G77/China-bijeenkomst in 2023 in Havana  af om de samenwerking tussen beide landen te verdiepen. Rodríguez Pinelo overhandigde op 22 december zijn geloofsbrieven aan buitenlandminister Albert Ramdin. Op 9 januari 2024 volgde zijn officiële benoeming door president Santokhi.